# Аушра
«Аушра́» (лит. Aušra, «Заря»; в оригинальной орфографии — Auszra) — первая литовская общественно-литературная газета.

## История
Основана группой единомышленников во главе с Йонасом Басанавичюсом, который был первое время её редактором. Выходила ежемесячно с февраля 1883 по июнь 1886 в Рагните и Тильзите (Германская империя), так как в России действовал запрет на печать на литовском языке латинским шрифтом, тайно переправлялась в Литву и нелегально распространялась. Вышло сорок номеров. Из-за формата и периодичности в месяц нередко называют журналом.
Редактировали газету Йонас Басанавичюс (Иван Басанович), Юргис Микшас, Йонас Шлюпас, Мартинас Янкус, Юозас Андзюлайтис-Калненас.
Издание сыграло важную роль в формировании национального самосознания литовцев, совершенствовании литовского литературного языка, развитии литовской литературы. В «Аушре» были опубликованы патриотические стихотворные произведения на темы исторических судеб Литвы Майрониса, Андрюса Виштялиса, Ксавераса Сакалаускаса-Ванагелиса, Пятраса Арминаса-Трупинелиса и др., сохранившиеся в рукописях сочинения писателей предшествующего поколения Дионизаса Пошки, Валерийонаса Ажукальниса, Антанаса Баранаускаса, историко-литературные статьи Мечисловаса Давайниса-Сильвестрайтиса, Станисловаса Дагилиса и других авторов, также рецензии и прочие материалы.